# Mitja Ferenc

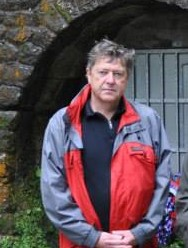
Mitja Ferenc

Mitja Ferenc (* 21. März 1960 in Ljubljana) ist ein slowenischer Historiker und Professor an der Universität Ljubljana.

## Werdegang
Mitja Ferenc ist der Sohn des jugoslawischen Partisans und Historikers Tone Ferenc.
Sein Geschichtsstudium an der Universität Ljubljana beendete er 1985 mit dem Diplom. 1999 schloss er seine Promotion ab. Seit 2001 ist er an der Philosophischen Fakultät als Dozent und seit 2007 als Professor beschäftigt.
Zu den Forschungsgebieten von Ferenc gehören das Gesundheitswesen der jugoslawischen Partisanen im Zweiten Weltkrieg, die Gottscheer Deutschen und weitere deutsche Volksgruppen in Slowenien sowie die Massengräber in Slowenien aus der Zeit unmittelbar nach dem Zweiten Weltkrieg.
Mira Ferenc war er Vorsitzender des slowenischen Historikerverbands und Mitglied der Kommission für verborgene Massengräber bei der slowenischen Regierung.

## Veröffentlichungen (Auswahl)
- Veröffentlichungen seit 1985 im slowenischen Bibliothekenportal COBISS
- Secret world war two mass graves in Slovenia. In: Peter Jambrek (Hrsg). Crimes committed by totalitarian regimes. Ljubljana 2008. S. 155–160
- Das Schicksal der deutschen Sprachminderheit in Slowenien. Ljubljana 2020